# Капітонова Валентина Павлівна
Валентина Павлівна Капіто́нова (16 грудня 1926, Тейково — 17 березня 1994, Сімферополь) — українська художниця і педагог; член Спілки радянських художників України з 1989 року.

## Біографія
Народилася 16 грудня 1926 року в місті Тейкові (нині Івановська область, Російська Федерація). Протягом 1945—1949 років навчалася в Івановському художньому училищі (дипломна робота — олійна картина «Прибирання торфу»). У 1949—1950 і 1953—1954 роках працювала вчителем у середній школі в Нелідові. Член КПРС з 1953 року. Протягом 1950—1957 років здобувала мистецьку освіту в Державній академії мистецтв Латвійської РСР (дипломна робота — серія політичних плакатів, керівник Павло Любомудров).
Після закінчення навчання працювала у Сімферополі у видавництві «Крымиздат»; у 1958—1960 роках очолювала Сімферопольську дитячу художню школу; у 1960—1992 роках працювала у Сімферопольському художньому училищі, де упродовж 1961—1977 років обіймала посаду директора. Серед учнів: Леонід Корсун, Тетяна Крикун-Таїрова, Ганна кушнір, Ельвіра Лец, Олександр Максименко.
Померла у Сімферополі 17 березня 1994 року.

## Творчість
Працювала у галузях станкового живопису (створювала тематичні картини, портрети, пейзажі, натюрморти), станкової і книжкової графіки, плаката. Серед робіт:
станковий живопис
- «Після роботи. Слюсар шкірзаводу Б. Калінін» (1960);
- «На Каланчаці» (1964);
- «Яблука» (1966);
- «Водосховище будується» (1967);
- «У степу» (1968);
- натюрморт «Осінній» (1968, Сімферопольський художній музей)
- «На винограднику» (1969);
- «Осінній день» (1971);
- «Весна» (1973);
- «Матусин ювілей» (1974);
- «Біла троянда» (1974);
- «35-та берегова батарея» (1975);
- «Я знаю — місто буде» (1977);
- «У гостях у бабусі» (1978—1979);
- «Лісові подарунки» (1978);
- «Під мирним небом» (1979);
- «Білі троянди» (1979);
- «Весняний полудень» (1980);
- «Земля Перекопська» (1980);
- «Кульбаби» (1980);
- «В гостях у будівників» (1982);
- «Ранок трудового дня» (1987);
- «Весна» (1987);
- «Руїни Херсонеса» (1988);
- «Калина червона» (1989);

станкова графіка
- «Колгоспний двір» (вугілля, акварель, 1956);
- «Латвія. Старе подвір'я» (1958);
- «Автопортрет» (1961);
- серія «На Північно-Кримському каналі» (картон, 1962);
- «Зимовий день» (1965);
- «Мотиви села» (1972);
- серія «Рязанський кремль» (фломастери, 1973);
- «Київська лавра» (1974);
- «Відлуння війни» (сепія, 1975);
- «Яблуня цвіте» (1978);
- «Кримські мотиви» (1986);

плакати
- «Прапор Ілліча» (1960);
- «Мир, праця, свобода …» (1961);
- «Чи хочуть росіяни війни?» (1963).

Ілюструвала та оформляла книги для «Крымиздату»:
- «Малишам» Григорія Бойка (1959);
- «Здрастуйте, Артеку!» Анатолія Мілявського (1960);
- «Він між нами жив…» Юрія Калугіна (1962);
- «Півтора коротких місяця» Володимира Альошина (1964).

Брала участь у мистецьких виставках з 1960 року. У 1974 році її роботи експонувалися в Угорщині. Персональні виставки відбулися у Сімферополі у 1977, 1989 роках.